# Escut de Bellpuig

Escut oficial de Bellpuig

L'escut oficial de Bellpuig té el següent blasonament:
Escut caironat partit: 1r. d'or, 3 faixes vibrades de sable; 2n. de gules, 3 cards de 3 flors arrencats d'or; escussó sobre el tot d'or, un mont de 3 cims de sinople movent de la punta, el cim central floronat i més alt que els laterals. Per timbre una corona de baró.

## Història
Va ser aprovat el 30 de desembre del 1981 i publicat al DOGC el 5 de febrer del 1982 amb el número 197.
Bellpuig fou el centre d'una baronia concedida l'any 1139 a Berenguer-Arnau d'Anglesola (la primera partició mostra les armes dels Anglesola). Més tard, el 1400, la baronia va passar al vescomte Hug Folc de Cardona (a la segona partició veiem les armes parlants d'aquesta família). L'escussó conté pròpiament el senyal municipal, i també és parlant: conté un puig embellit amb la flor de lis.